# IC 1642
IC 1642 је елиптична галаксија у сазвјежђу Рибе која се налази на листи објеката дубоког неба у Индекс каталогу.
Деклинација објекта је + 15° 45' 2" а ректасцензија 1h 12m 27,3s. Привидна величина (магнитуда) објекта IC 1642 износи 15,5 а фотографска магнитуда 16,5. IC 1642 је још познат и под ознакама IC 1645, MCG 2-4-8, CGCG 436-9, NPM1G +15.0043, PGC 95507.